# Buchhorst
Buchhorst ist eine Gemeinde im Kreis Herzogtum Lauenburg in Schleswig-Holstein.

## Geographie
Buchhorst erstreckt sich im Bereich der naturräumlichen Haupteinheit Lauenburger Geest (Nr. 696) auf dem westlichen Ufer des Elbe-Lübeck-Kanals direkt nördlich angrenzend an die Stadt Lauenburg/Elbe. Eingegrenzt wird sie darüber hinaus von den Gemeindegebieten von Basedow im Norden, Lanze im Osten, Krüzen im Westen und Lütau im Nordwesten.
Die Landschaft des Gemeindegebiets ist stark durch Land- und Forstwirtschaft geprägt; Wälder, Felder und Weiden die Flur, Höfe überwiegend das Ortsbild.

## Politik

### Gemeindevertretung
Bei der Kommunalwahl 2023 errang die Buchhorster Gemeinschaft erneut alle sieben Sitze in der Gemeindevertretung. Die Wahlbeteiligung betrug 54,4 Prozent.

### Wappen
Blasonierung: „Über grünem Schildfuß, darin ein goldenes Mühlrad mit paarweiser Speichung, in Gold ein schwarzer Lastkahn mit silbernem Segel, dessen unter der Wasserlinie liegender Teil im Schildfuß verschwindet. Im linken Obereck ein aufrechtes grünes Buchenblatt.“
Der schwarze Lastkahn weist auf das historische Transportmittel auf dem Delvenau-Stecknitz-Kanal hin. Das grüne Buchenblatt hat Bezug zum Namen des Ortes und das goldene Mühlrad steht für die Kiekenmühle, die dem Bau des Kanals weichen musste.

## Buchhorster Waldbahn
Auf einer stillgelegten Feldbahnstrecke einer ehemaligen Ziegelei- und Zündholzfabrik betreiben Feldbahnenthusiasten seit 1988 die Buchhorster Waldbahn.